# Baldassarre Audiberti

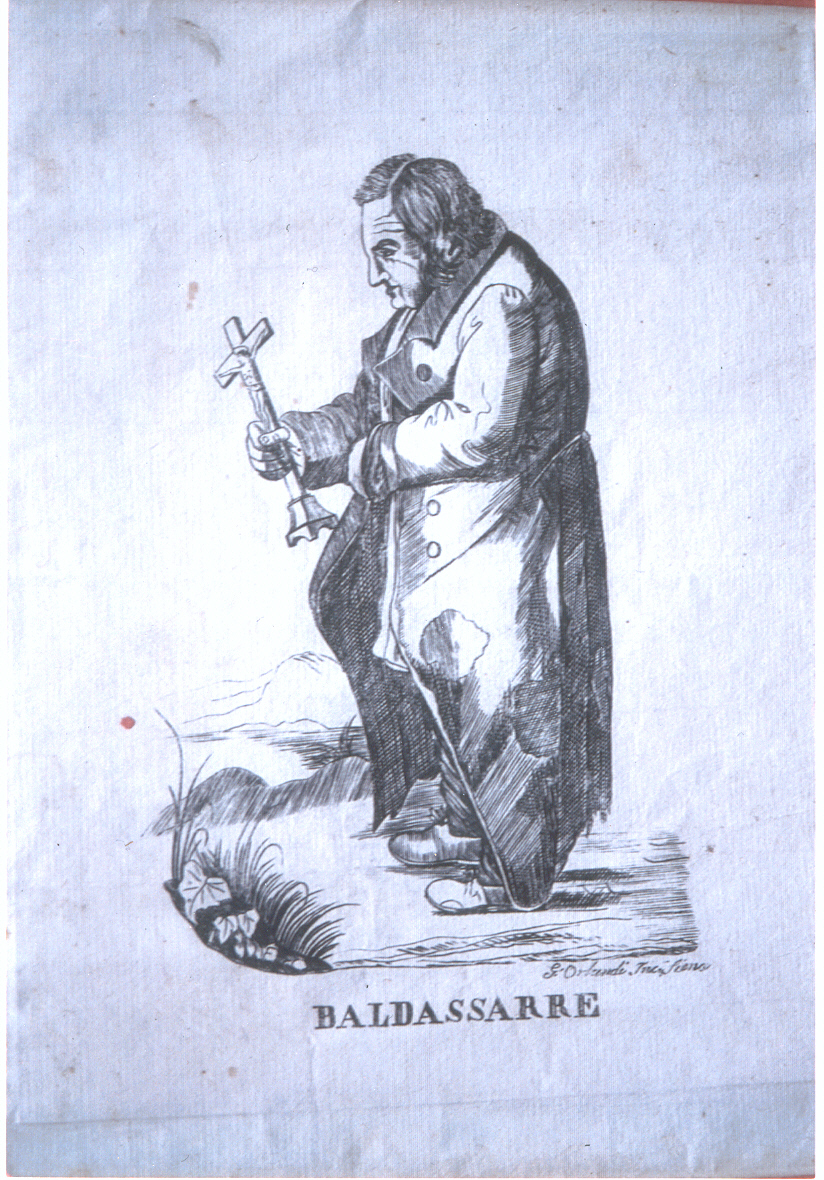
Baldassarre Audiberti in una stampa dell'epoca.

Baldassarre Onorato Audiberti, nato Balthazar Honnoré Audibert (Annot, 6 gennaio 1761 – Ottavo di Arezzo, 8 luglio 1852), è stato un religioso francese naturalizzato italiano.

## Biografia
Il suo vero nome era Balthazar Audibert ed era un prete. Era parroco di Rouainette, nel comune di Ubraye. Nel 1791 dopo aver abiurato al giuramento alla Costituzione Civile del Clero, fuggì dalla Francia e venne in Italia.
Fu un pellegrino penitente che per circa 60 anni girovagò per Toscana, Umbria e Lazio. Alcuni lo ritenevano "santo" e gli attribuirono dei miracoli. Nel 1831 il Granduca Leopoldo II lo chiamò al capezzale della moglie Nanny (Maria Anna Carolina di Sassonia) per ottenerne la guarigione.
Sua principale attività fu quella di promuovere la collocazione di croci, con i vari simboli della Passione di Cristo (lancia, spugna, galletto, chiodi, martello ecc.), agli incroci, ai bivi ed in altri punti del territorio. Ancora oggi esistono croci dell'Audiberti sull'Amiata, nel Pistoiese, nei dintorni di Volterra, sul Cetona e nei dintorni di Arezzo.
Fu sepolto nella chiesa di Ottavo, una minuscola frazione del comune di Arezzo, dove per celebrare i 150 anni dalla morte, l'artigiano Roberto Storri realizzò due grandi croci in legno (restaurate nel 2016), sull'esempio di quelle piantate dallo stesso Audiberti.
Fu molto amato dalla gente, ma anche da sacerdoti, vescovi, arcivescovi e personalità del Centro Italia. Quando arrivava in un paese, subito una gran folla gli si accalcava intorno e come lui stesso dichiarò alla polizia: Chi mi chiede la benedizione, chi mi dimanda consiglio per salvare l'anima, chi vuol guarigione nelle malattie, chi direzione negli affari.
Ad Agliana nel pistoiese Baldassarre suscitò nel 1843 un grande movimento, ed innalzerà un enorme numero di croci. Invitato dal Curato di San Michele Agliana don Enrico Nesti, vi soggiornò Tra il Marzo e l'Aprile di quell'anno e fu conteso anche ferocemente tra i parroci di San Piero e San Niccolò Agliana. Forse il numero delle croci poste nel territorio delle tre parrocchie superava la cinquantina, nella sola parrocchia di San Michele se ne contavano 24 registrate dal meticoloso don Nesti. Messe quasi sempre ai crocicchi delle strade, molte di esse sono scomparse ma alcune sono ancora esistenti e ben conservate.
Su Baldassarre Audiberti lo studioso di storia locale Santino Gallorini ha scritto nel 2010 il fondamentale volume Pellegrino verso il cielo. Baldassarre Audiberti, il santo delle croci.

## Croci devozionali
Questo è l'elenco delle croci devozionali documentate dell'Audiberti in varie località dell'Italia centrale.

### Arezzo
- Arezzo:[5]
  - Ottavo, scomparsa e sostituita nel 2002
  - Ottavo Vecchio, collocata nel 1836, scomparsa e sostituita nel 2002
  - Rigutino, di fronte alla pieve vecchia alla Sassaia, scomparsa
  - Via dei Setteponti, detta "Croce delle Forche"[6]
  - Vitiano, via degli Oppi, scomparsa negli anni sessanta del XX secolo
  - Vitiano, località Combarbio, via dei Rossi, scomparsa
- Anghiari:[5]
  - Campalla di Micciano, detta "Crocifisso di Campalla", collocata il 6 aprile 1834 e rinnovata nel 1959 con una scultura in cemento
  - Micciano, via di Micciano
- Caprese Michelangelo: Motina[5]
- Castelfranco Piandiscò: Pian di Scò, si ricordano alcune croci innalzate nel 1795, oggi scomparse[5]
- Castiglion Fibocchi: presso la chiesa della Compagnia del Santissimo Crocifisso[5]
- Castiglion Fiorentino:[5]
  - Convento di Santa Chiara, collocata l'11 febbraio 1847
  - Cozzano, scomparsa, oggi vi si trova un centro commerciale
  - Cozzano, nei pressi della chiesa
  - Cozzano, all'incrocio per Villa Mortelle, scomparsa
  - Polvano, sul piazzale della chiesa
- Chiusi della Verna: attribuzione incerta[5]
- Civitella in Val di Chiana: Pieve a Maiano, collocata nell'ottobre 1838[5]
- Foiano della Chiana: lungo la strada Foiano-Bettolle[5]
- Laterina:[5]
  - Gli Olmi, dietro casa Pasquini, collocata nel 1838
  - La Maestà, fra casa Chiostri e la via della Pieve, collocata nel 1838, scomparsa
  - Ponte di Loreno, collocata nel 1838, scomparsa
  - Porta Colonna, collocata nel 1838
  - San Rocco, presso la chiesa, collocata nel 1838, scomparsa e sostituita
  - Vitereta, collocata nel 1838, scomparsa
- Loro Ciuffenna:[5]
  - Il Borro, collocata nel 1838, scomparsa
  - San Giustino Valdarno, collocata nel 1838, scomparsa
- Lucignano: Madonna delle Querce, collocata nel 1844[5]
- Monte San Savino:[5]
  - Le Vertighe, in una nicchia
  - Palazzuolo, in località La Crocina, collocata nel 1845
- Montevarchi: Levanella, detta "Croce del Ferragalli", sulla statale tra Levane e Montevarchi[5]
- Terranuova Bracciolini: Campogialli, collocata nel 1838[5]

### Firenze
- Campi Bisenzio: Quattro croci furono collocate nella Piazza di Capalle (Piazza Palagione), Via delle Torri (oggi via Guido Mammoli), Via di Fornello, Via del Paradiso.
- Fiesole: numerose croci devozionali oggi perdute[7]
- Lastra a Signa: Calcinaia, ventidue croci oggi perdute[7]
- Rignano sull'Arno:[7]
  - Bombone, rifatta nel 1865
  - Casa Siepi, tra Petriolo e Torri, con tabernacolo
  - Torri, sulla strada che porta alla villa di Tutignano, scomparsa e sostituita di recente
  - Torri-Bombone, al bivio che conduce a Petriolo, scomparsa pochi anni fa
  - Volognano, al bivio per Meleto
  - Volognano, in località Masseto
  - Volognano, al bivio per Terenzano
- Signa: via dei Colli. Ricollocata il 27 marzo 2011
- Vinci:[7]
  - Sant'Amato, in località Poggioni, scomparsa
  - Fralupaia, lungo la strada tra Vinci e Cerreto, detta la "Croce di Fralupaia", sostituita di recente
  - Santa Lucia, lungo la strada per Sant'Amato, nei pressi della fonte del Romito, è detta "Croce di Fiorino"

### Grosseto
- Arcidosso:[8]
  - Bagnoli, nei pressi della pieve di Santa Mustiola
  - Fornaci, nota come "Croce delle Fornaci"
  - Convento dei Cappuccini, di fronte alla chiesa, ricordata dal Barzellotti
  - Pergole, collocata nel 1846
  - Pino, nota come "Croce del Pino"
  - San Lorenzo, nota come "Croce di San Lorenzo"
  - Zancona, in località La Crocina
  - Zancona, in località Case del Ponte, nei pressi del torrente omonimo
- Castel del Piano:[8]
  - Casella Bassa
  - Casidore, tra Castel del Piano e Seggiano, collocata nel 1846 e restaurata nel 2000
  - Ciaccine, nota come "Croce delle Ciaccine"
  - Collevergari, all'interno del piccolo centro abitato
  - Fattorone, all'interno di Castel del Piano
  - Montegiovi, nota come "Croce di Montegiovi"
  - Montoto, lungo la strada tra Arcidosso e Castel del Piano, collocata nel 1846 e restaurata nel 2000
  - Noceto, nei pressi della chiesina di Santa Flora, nota come "Croce del Noceto"
  - Pianetta, nota come "Croce della Pianetta"
  - Pian del Ballo
  - Santa Lucia, nota come "Croce di Federigo", collocata nel 1846 e restaurata nel 2000
  - Tepolini, nota come "Croce dei Tepolini"
- Castell'Azzara: Selvena[8]
- Montieri:[9]
  - Bivio per Chiusdino
  - Travale
- Scansano:[10]
  - Scansano, nota come "Croce di Baldassarre", è situata sulla statale che viene da Grosseto alle porte del paese
  - Pancole, croce simile a quella di Scansano
- Seggiano:[8]
  - Bivio del Potentino, al bivio per il castello del Potentino
  - Pescina, nota come "Croce della Pescina"
  - Pescina, località Capanne, nota come "Croce delle Capanne"
  - Pescina, località Mugnaini, nota come "Croce dei Mugnaini"

### Livorno
- Collesalvetti: ricordata nel 1846, oggi scomparsa[11]
- Rosignano Marittimo:[11]
  - Caletta, all'incrocio tra via della Cava e l'Aurelia, collocata nel 1841
  - Località di Fonte, Giardino, Paradiso, Villa, tutte risalenti al 1841
  - Poderi Fedeli, collocata nel 1841
  - Strada del Mazza, collocata nel 1841

### Lucca
- Gragnano: ad un incrocio sulla via Pesciatina Vecchia, rimane oggi solo il piedistallo[12]
- Ponte a Moriano: Croce su alto piedistallo con epigrafe in marmo.

### Massa e Carrara
- Zeri: Adelano, all'interno della chiesa di Santa Maria Maddalena[13]

### Perugia
- Castiglione del Lago: Badia, in un locale accanto alla chiesa parrocchiale[13]
- Gualdo Tadino: presso il convento dei Francescani, nota come "Croce di Baldassarre"[13]
- Monte Santa Maria Tiberina: fuori dalla porta del paese, collocata nel 1844[13]
- Paciano: poco fuori dal paese[13]

### Pisa
- Calci: Montemagno[14]
- Chianni: Rivalto[14]
- Lajatico:[14]
  - Lajatico
  - Orciatico
- Pomarance: Larderello[14]
- Peccioli:[14]
  - Fabbrica
  - Montelopio
- Santa Maria a Monte[14]
- Volterra:[14]
  - Saline di Volterra
  - San Girolamo
  - Villamagna

### Pistoia
- Agliana[15]: nelle frazioni di S. Piero, S. Niccolò e a S. Michele, nell'anno 1843
- Lamporecchio: Porciano[15]
- Montale: Tobbiana[15]
- Montecatini Terme: Montecatini Alto[15]
- Pistoia:[15]
  - Badia a Pacciana
  - Canapale
  - Case Cioni
  - Case Chiatti
  - Chiazzano
  - La Forretta
  - Montechiaro
  - Sant'Alessio
  - Sant'Agostino
  - San Felice
  - San Quirico
- Quarrata[15]
  - Via Vecchia Fiorentina
  - Vignole

### Prato
- Prato: Mezzana[16]
- Vaiano: Villa Vai al Mulinaccio[16]

### Roma
- San Vito Romano[17]

### Siena
- Abbadia San Salvatore[8]
- Buonconvento[18]
- Castelnuovo Berardenga: Pievasciata[18]
- Castiglione d'Orcia: Campiglia d'Orcia[8]
- Cetona[18]
- Chianciano Terme[18]
- Chiusi[18]
- Montepulciano[18]
- Monteriggioni[18]
- Pienza: Monticchiello[18]

Radda in Chianti
- Rapolano Terme: San Gimignanello[18]
- San Casciano dei Bagni[18]
- Sarteano[18]
- Siena[18]
- Sovicille: San Rocco a Pilli[18]
- Torrita di Siena[18]
- Trequanda:[18]
  - Castelmuzio
  - Trequanda

### Terni
- Fabro: all'incrocio tra Via San Basilio e Contrada della Croce

### Viterbo
- Vetralla: Tre Croci[19]

## Galleria d'immagini

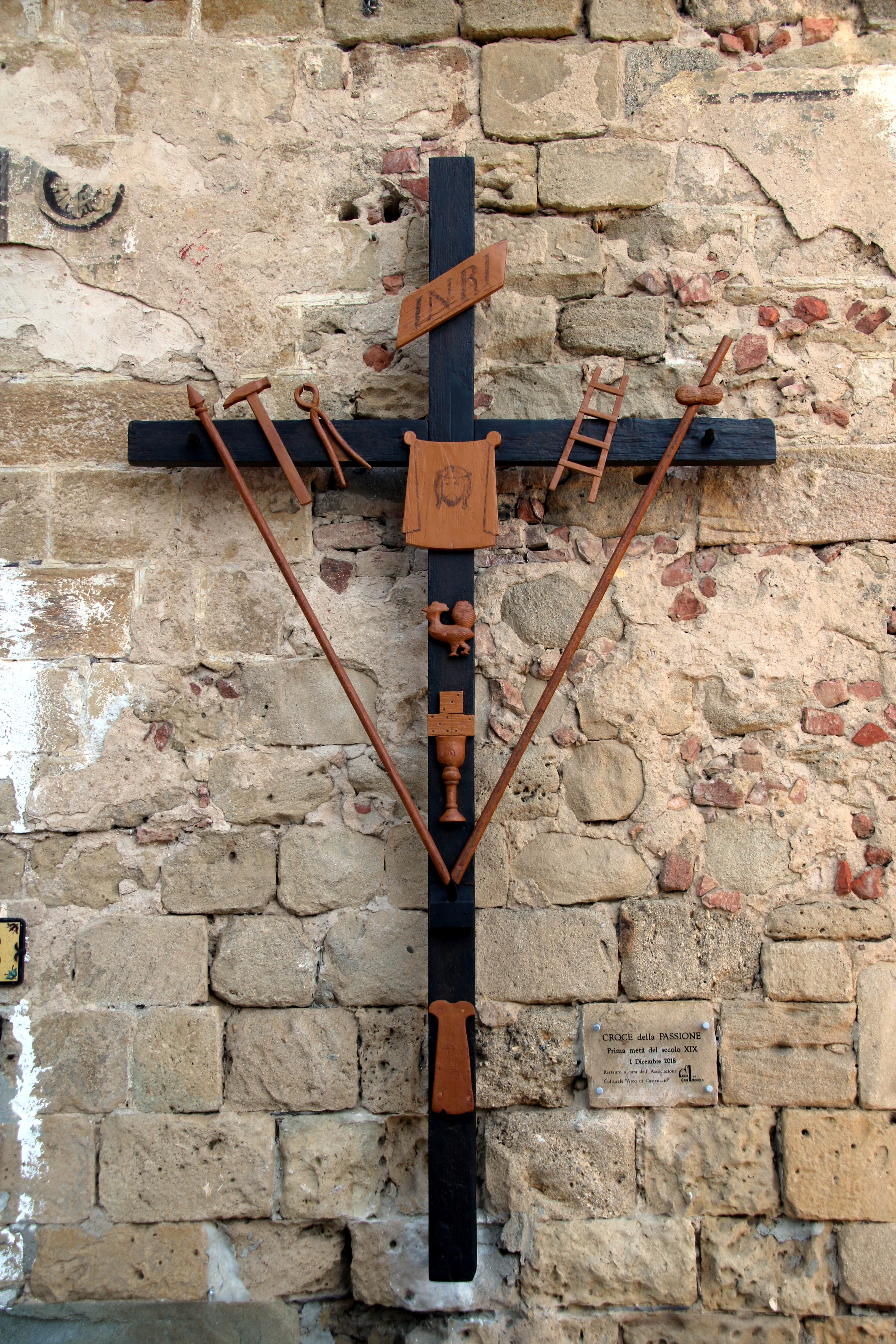
Montopoli in Val d'Arno
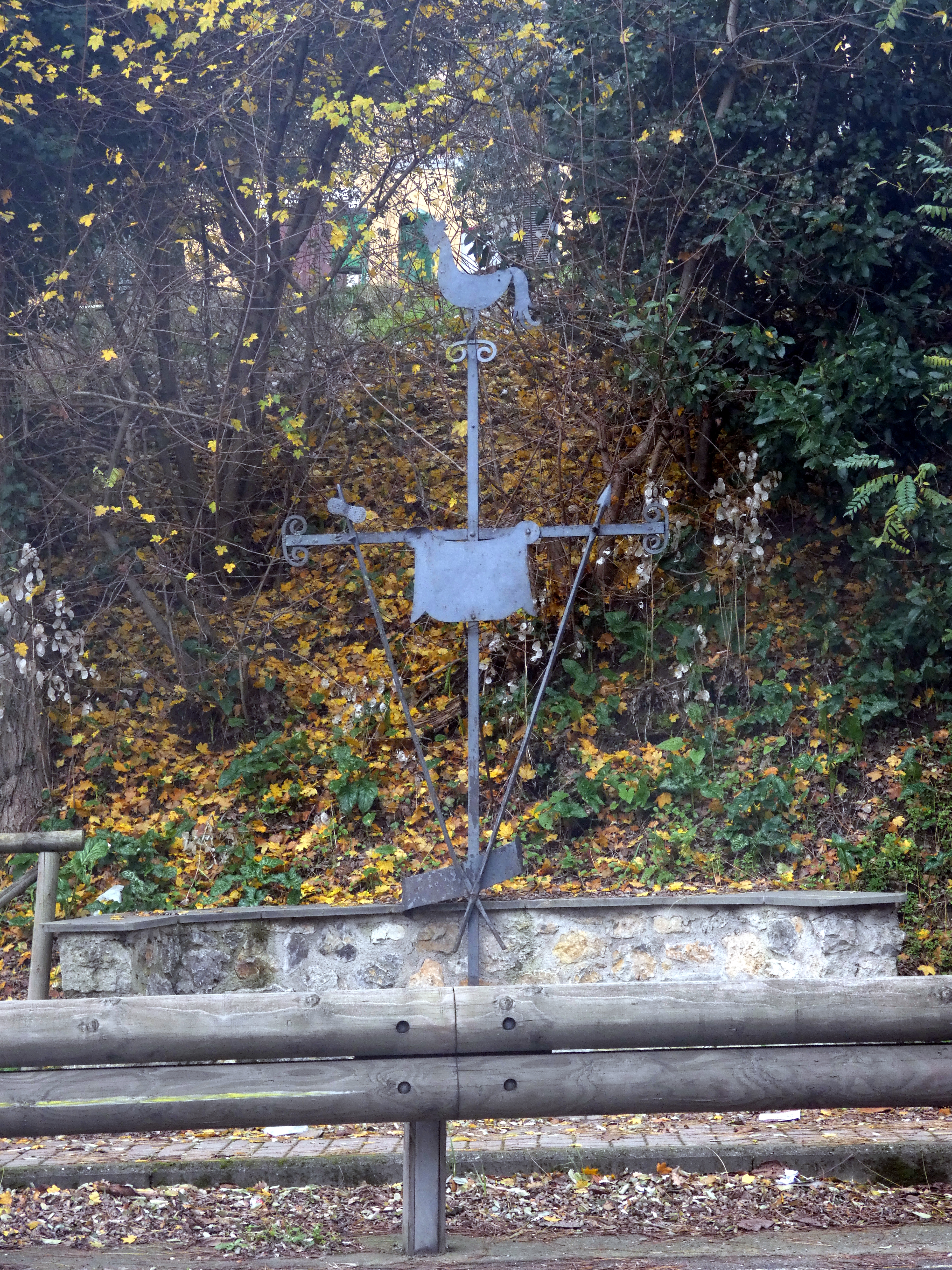
Chiusi
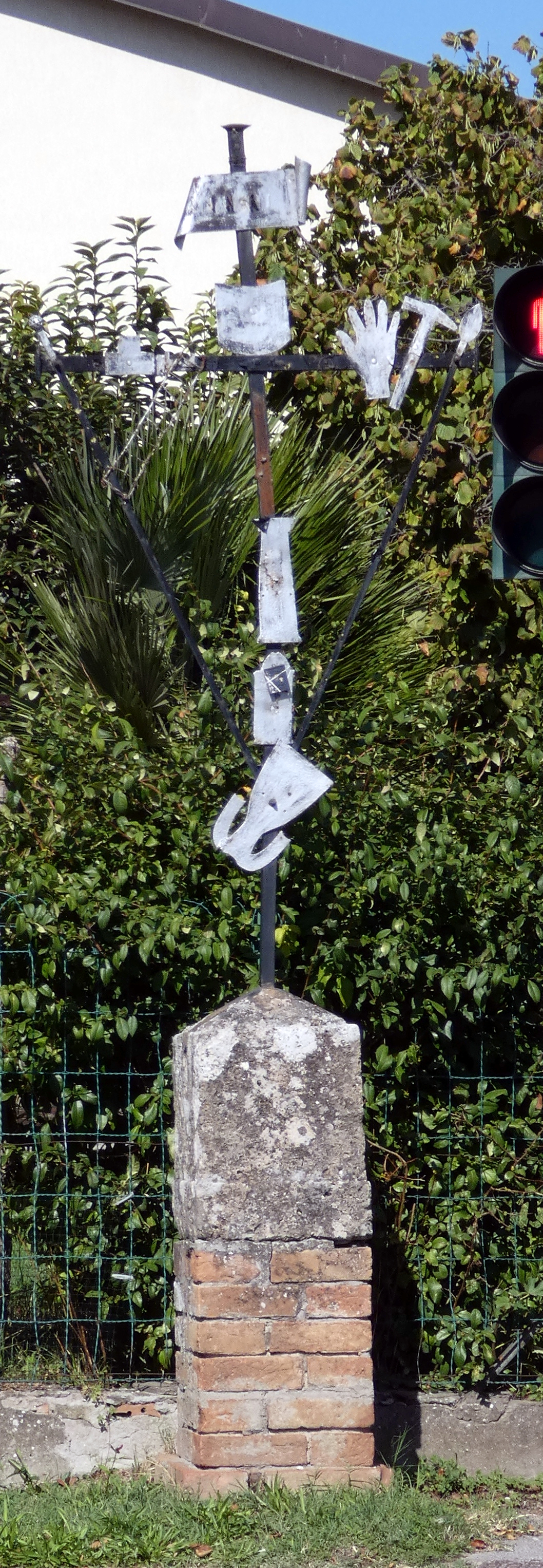
Montallese (Chiusi)
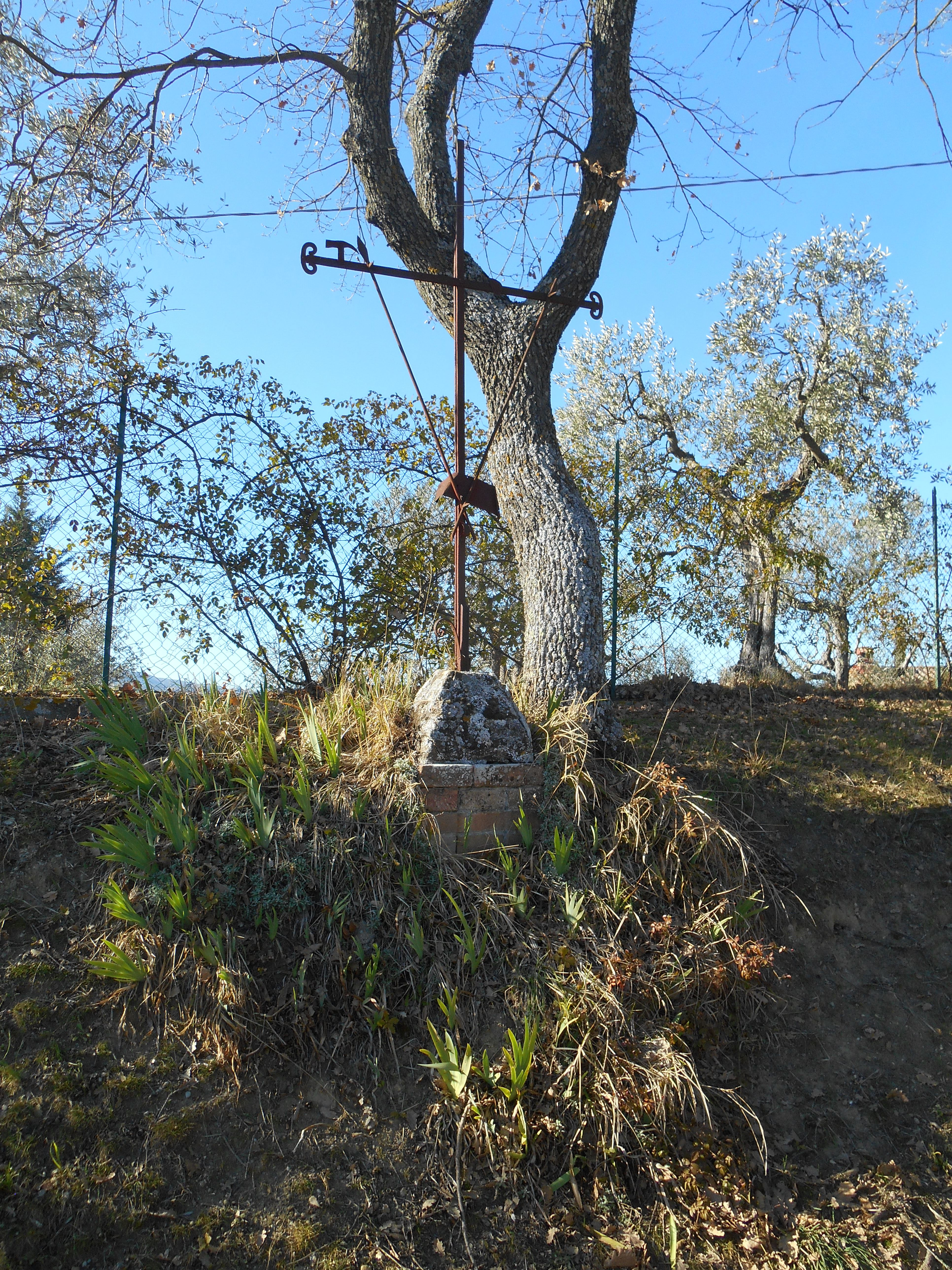
Macciano (Chiusi)
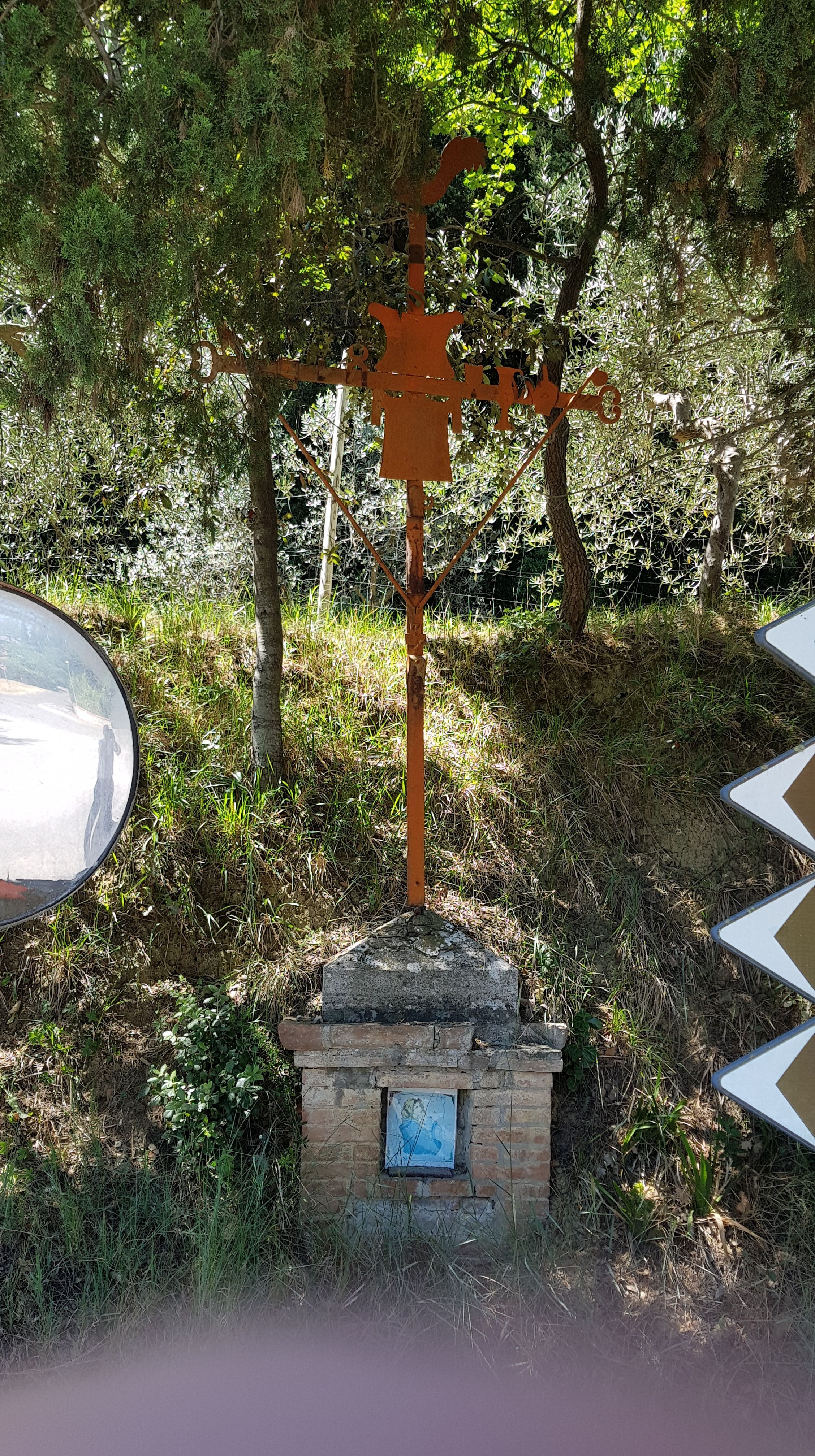
Montepulciano
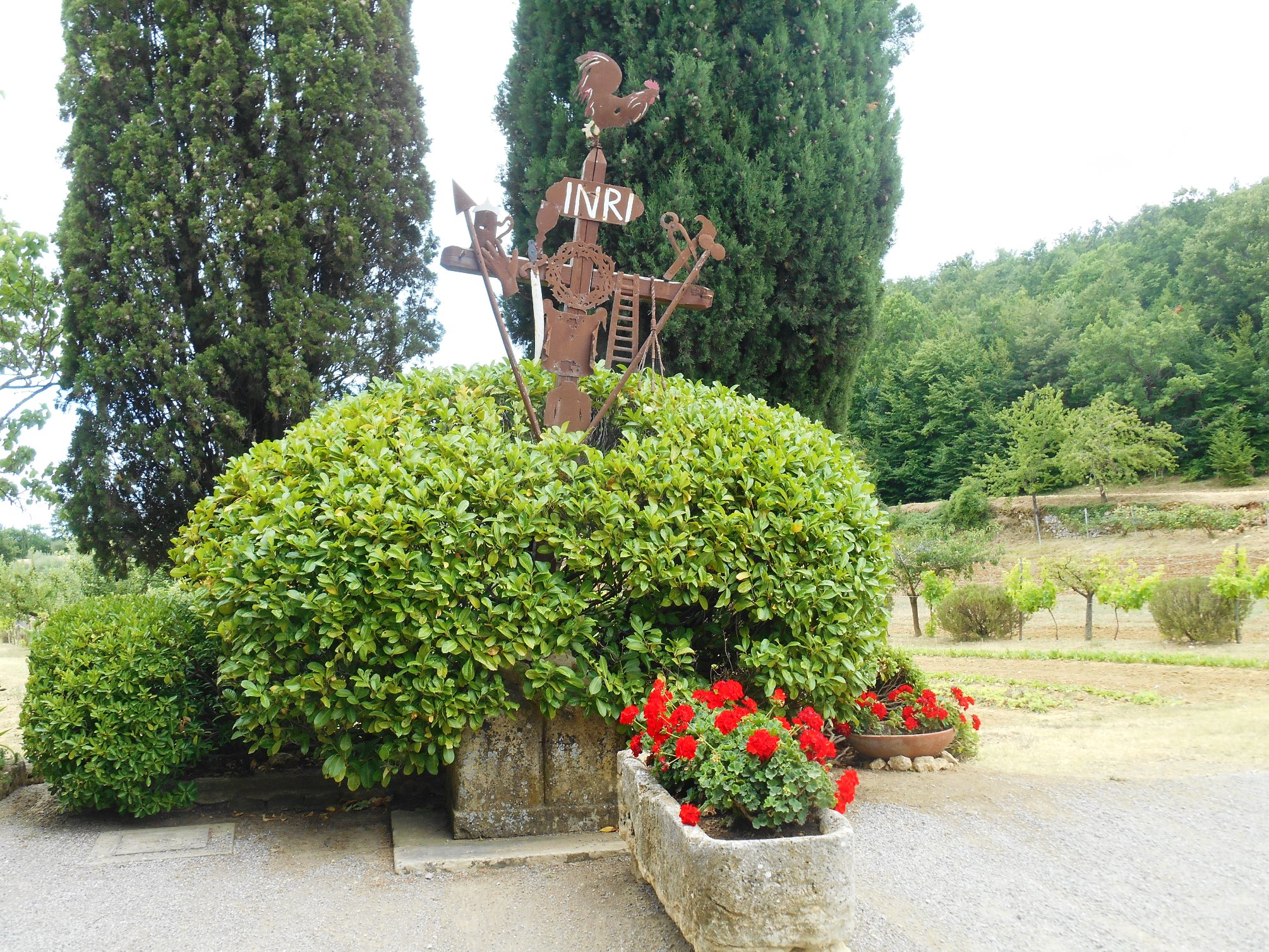
Montarioso (Cetona)
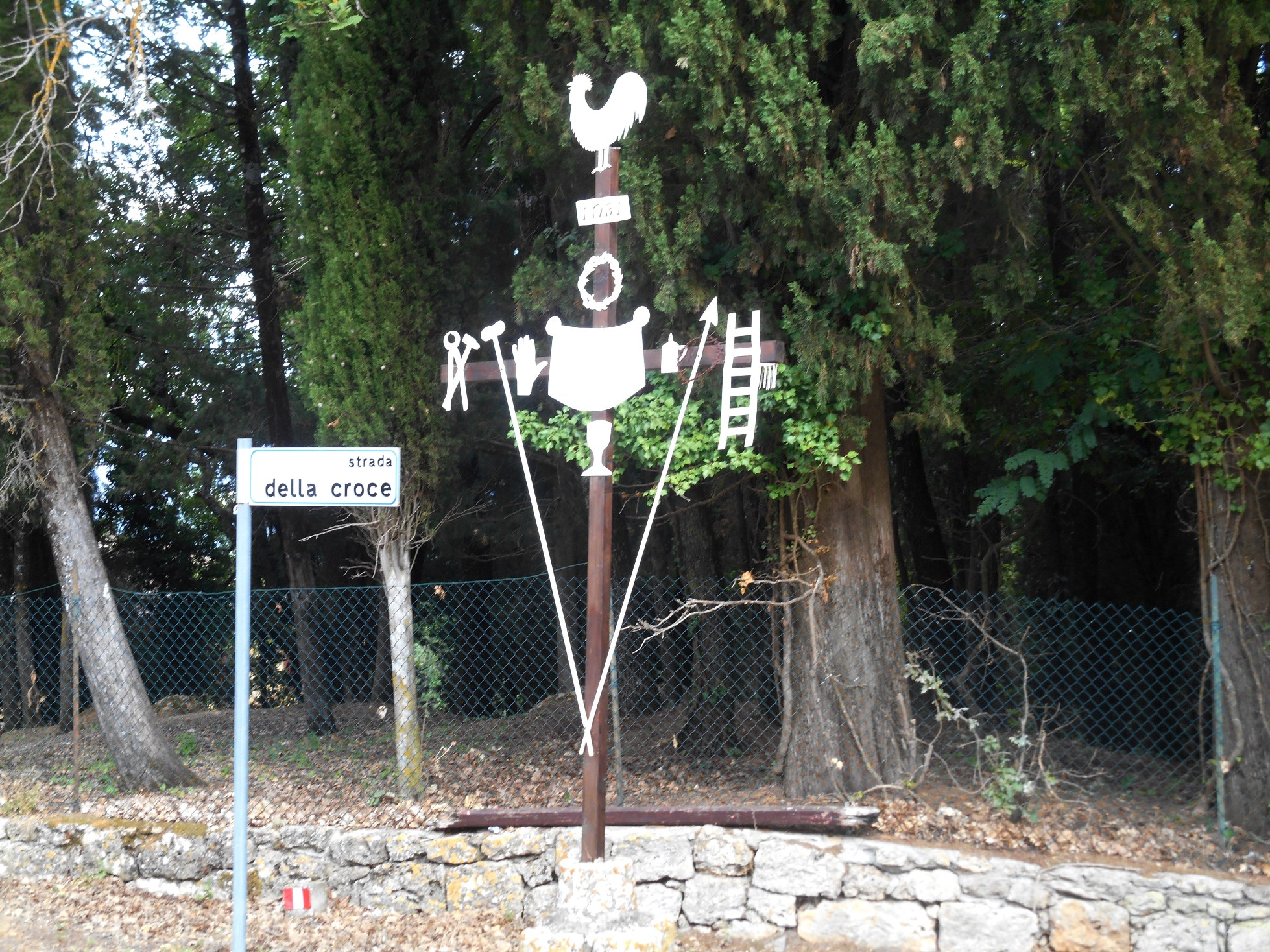
Strada della croce (Cetona)
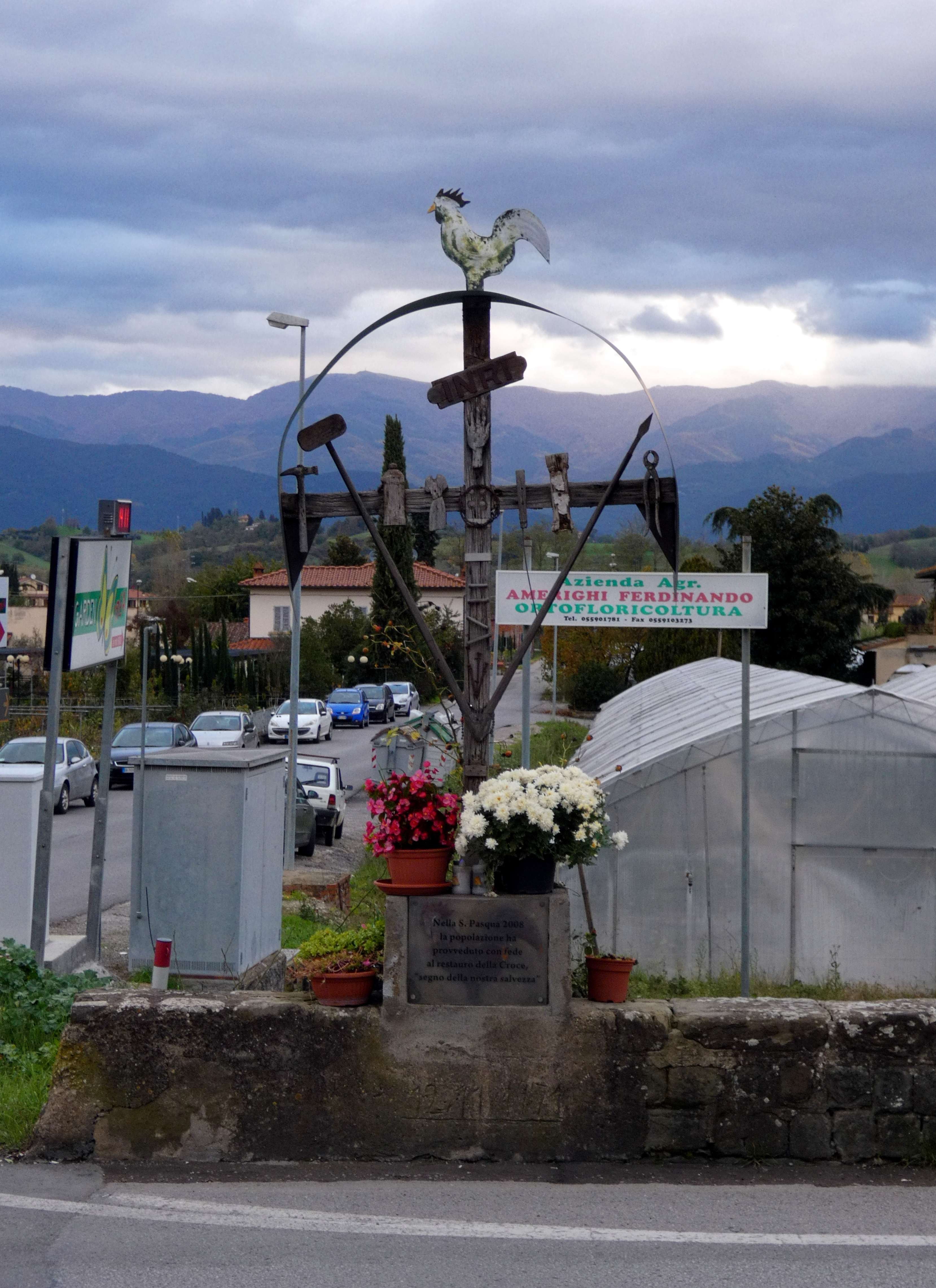
Levanella (Montevarchi)
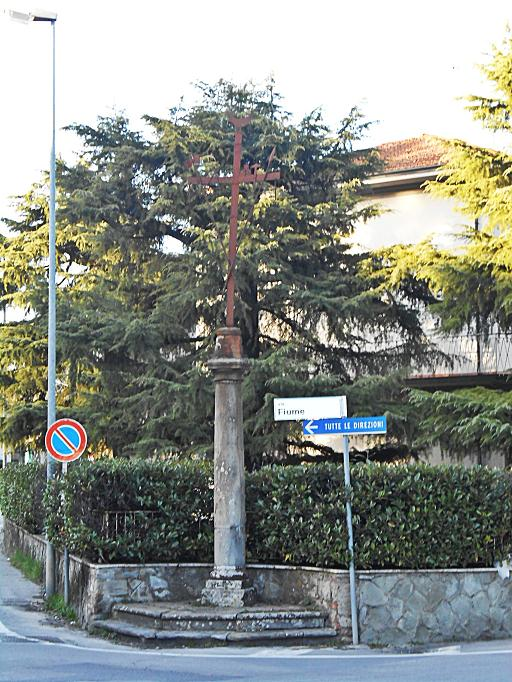
Quarrata
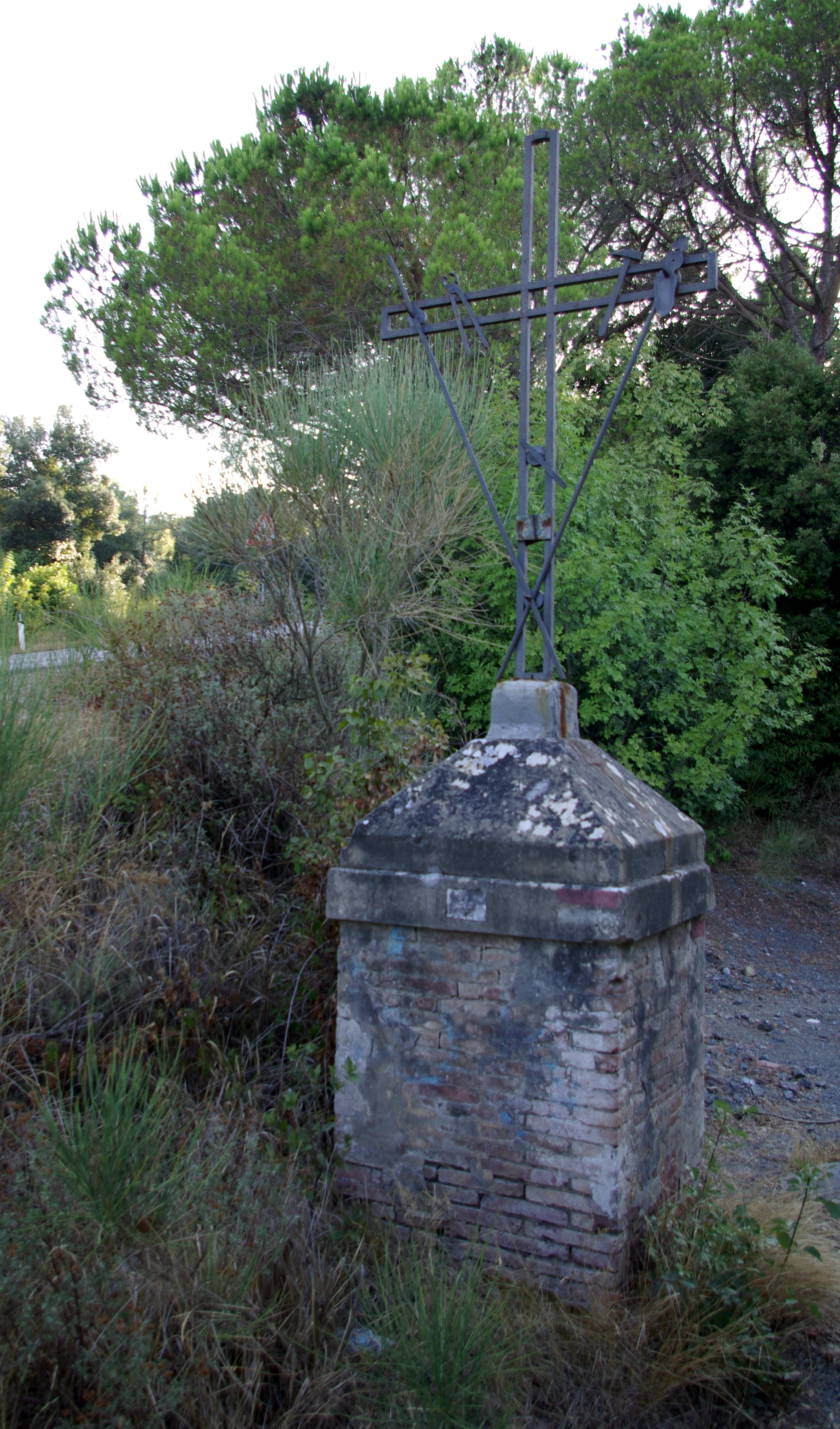
Colognole (Collesalvetti)